# Шлиппенбах, Вольмар Антон
Вольмар Антон фон Шлиппенбах (нем. Wolmar Anton von Schlippenbach; 23 февраля 1653, Шведская Ливония — 27 марта 1721, Москва) — военачальник, участник Северной войны, генерал-майор шведской армии (1701), действовал в Прибалтике, командуя при Эрестфере и Гуммельсгофе, затем участвовал в Русском походе Карла XII, в битве при Полтаве (1709) попал в плен, в (1712) году был принят на русскую военную службу, получил чин генерал-поручика (1714).

## Биография

### На шведской службе
Вольмар Антон фон Шлиппенбах происходил из древнего знатного дворянского рода Шлиппенбах германского происхождения. Отец Вольмара, Иоганн фон Шлиппенбах, был майором шведской армии, был полковником гарнизонного полка Риги. Фон Шлиппенбах-старший постарался дать сыну хорошее образование, надеясь, что оно поможет ему подняться по карьерной лестнице выше, чем смог он сам.
Начал службу в шведской армии в чине капитана в гарнизонном полку в Риге под командой своего отца. В 1678 г. после смерти отца в возрасте всего 20 лет получил чин майора, но на этом карьерный рост прекратился надолго. Лишь спустя десять лет,  1 августа 1688 г., он стал подполковником этого же полка.
Несмотря на то, что в это время Швеция вела войну с Данией, молодой Шлиппенбах не высказал никакого желания хоть как-то поучаствовать в боевых действиях, и предпочел служить в дальнем гарнизоне. 30 января 1693 г. Шлиппенбах перевелся в том же чине подполковника в Саволакс-Нишлотский пехотный полк финской индельты, стоявший в это время гарнизоном в Риге. После возвращения полка в 1695 г. в Финляндию, Шлиппенбах испросил отпуск, и остался дома в Лифляндии.
С началом Северной войны получил 18 июня 1700 г. патент полковника с обязательством сформировать за свой счет драгунский полк.
26 октября (6 ноября) 1700 года его отряд разгромил небольшую русскую рейдовую партию, захватив 12 судов а также "знамя Псковской земли" (фактически - сотенное знамя одного из псковских стрелецких полков). В своей реляции он раздул численность русского отряда в 1,5 тыс. чел., а потери - в 800 убитых и 150 пленных (которых, впрочем, никто так и не увидел)
С весны 1701 года командовал войсками в Эстляндии и Лифляндии численностью 6-8 тысяч солдат, охранял границу Ливонии. В этом же году получил звание полковника. 4 (15) сентября 1701 года с несколькими сотнями солдат одержал победу в сражении у мызы Рыуге, сражаясь против четырёхтысячного русского отряда, получил чин генерал-майора.
29 декабря 1701 года (9 января 1702 года) войска Шлиппенбаха были разбиты Б.П. Шереметевым в битве при Эрестфере.
29 (18) июля 1702 года Шлиппенбах был повторно разбит Б.П. Шереметевым в битве при Гуммельсгофе, после чего русскими войсками были разорены большая часть Лифляндии и Эстляндии.
В дальнейшем войска В.А. Шлиппенбаха так и не смогли оправиться от понесенных потерь, и больше уже не принимали активного участия в боевых действиях в 1703-1704 гг. В 1704 году был заменен на посту командующего шведскими войсками в Прибалтике генерал-майором А. Л. Левенгауптом, но больше самостоятельных назначений не получал. В 1704—1706 годах исполнял обязанности Генерал-Губернатора Шведской Ингерманландии,(фактически, одного Ревеля).
В кампании 1708 года сопровождал Прибалтийский обоз Левенгаупта в качестве полковника своего драгунского полка и участвовал в битве при Лесной. В числе уцелевших присоединился к армии Карла XII.
В Полтавской битве (1709) командовал рекогносцировочным кавалерийским отрядом всего в 50 чел. и попал в плен (стал первым попавшим в плен шведским генералом в этой битве).
Упомянут в поэме А. С. Пушкина «Полтава»

### На русской службе
Поступил на русскую службу в 1712 году «с таким договором, дабы от того времени ранг мой почитать, как я был генералом майором у короля шведского», но, вопреки ошибочным утверждениям ряда историков, имений в Курляндии не получал (его имениями и его жены Хелены Ливен имениями оставались Альт- и Ной-Борнхузен и Оллустфер в Лифляндии, а также Сойниц в Эстляндии; имениями в Курляндии владела другая, весьма удаленная, ветвь семьи Шлиппенбах, Лёвенвольде), и никогда не был «награждён титулом барона» (список лиц, получивших баронское достоинство Российской империи, хорошо известен; это Шафиров, Остерман, Строгановы и другие).
В 1714 году командовал Рязанским пехотным полком. В этом же 1714 году, после участия в Гангутского сражения, произведен Петром I в генерал-поручики. Находясь на русской службе в боевых действиях напрямую не участвовал и никак не отличился. Его возвышение было связано с желанием царя Петра I обеспечить лояльность дворянства присоединяемых прибалтийских провинций.
В последний период жизни занимался организационными вопросами в качестве Вице-президента Военной коллегии, в 1718 году был введен в состав Верховного суда как "учреждённого над обвиняемыми в разных злоупотреблениях", в качестве Обер-фискала. Его воспоминания о прошлых событиях были использованы Петром I при составлении «Гистории Свейской войны».
Скончался в марте 1721 года в Москве. Эпитафия на его могиле в Домском соборе Таллина (находится на западной стене, в южной её части; размер 345 на 205 см) гласит: «Ihro Kaijsserliche Maijestat Wolbestalter gesamter Krieges Rath und General Lieutenant Von der Infanterie hochwolgebohrner H: Baron Wolmar Anton von Schlippenbach Erb herr auff Bornhausen Perende und Urbs. Ist Anno 1653 D 23 Febr… In diese Welt gebohren und Anno 1721 27 martij in den Herren Sehlich ent. …ffcn seines alters 68 Jahr 1 Monat».

## Потомки
Прадед Ивана Евстафьевича Ферзена (1739—1800), российского генерала от инфантерии.
Пра-пра-пра-пра-дед Неплюева Николая Николаевича (1851—1908), российского богослова, основателя и блюстителя Крестовоздвиженского православного трудового братства, основателя и попечителя Воздвиженской сельскохозяйственной школы (Черниговская епархия).
Пра-пра-пра-пра-пра-дед советского учёного Кондратюка Юрия Васильевича (настоящее имя — Шаргей Александр Игнатьевич) (1897—1942), одного из основоположников космонавтики.

## Известные адреса
Таллин, площадь Лосси, 4. В этом доме останавливался, в первый свой приезд в Таллин (декабрь 1710 года), российский император Пётр I